# Fresse-sur-Moselle
 Fresse-sur-Moselle  es una población y comuna francesa, en la región de Lorena, departamento de Vosgos, en el distrito de Épinal y cantón de Le Thillot.

## Demografía
| 2253 | 2102 | 2446 | 2471 | 2242 | 2176 |
| Para los censos de 1962 a 1999 la población legal corresponde a la población sin duplicidades (Fuente: INSEE [Consultar]) |      |      |      |      |      |

## Puntos de interés
- Arboretum de Fresse-sur-Moselle